# Nizale
Nizale (nemško Nieselach) je naselje občine Štefan na Zilji v okraju Šmohor na Koroškem v Avstriji.